# Северозападни говори
Северозападните говори обхващат западната част на Дунавската равнина от българско-сръбската граница на изток до ятовата граница и от Стара планина на север до р. Дунав. Днес те не представят пълно диалектно единство. Както във всички големи равнини, така и тук е имало масови и продължителни преселвания, които са довели до големи етнографски промени и до сложни говорни кръстосвания. Старите западни мизийски говори, които са обхващали цялата Дунавска равнина от Кулско и Видинско до Никополско и Плевенско, са били разкъсани на части от изселвания и от многобройни преселници, спуснали се от Балкана по течението на реките Видбол, Арчар, Лом, Цибрица и пр., главно от областта на преходните ч—џ-говори (вж. например Осман Пазвантоглу#Оценки и Чипровско въстание). В същото време в гр. Кула и в околните села Бòйница, Големàново, Мàли извòр и др. се говори източен български диалект, свързван с преселвания от Тетевенско. Най-сетне тук има и власи, преселили се от Влашко в селищата покрай р. Дунав преди Освобождението.
Поради сложното кръстосване на населението в Западната Дунавска равнина, в нея са се оформили две основни диалектни групи. Едната диалектна група е по-стара и в миналото е заемала цялата територия, a днес е ограничена само в Кулско, Белослатинско и западно Плевенско. Най-важен неин представител е белослатинско-плевенският говор. Другата диалектна група е по-нова и е разкъсала единната територия на старите мизийски говори. Днес тя обхваща Видинско, Ломско и отчасти Берковско и Монтанско. Главен неин представител е видинско-ломският говор.

## Особености
Северозападните говори, общо взето, се характеризират със следните по-важни особености:
- Ерова гласна вместо стб. ѫ и ъ под ударение (зъп, ръ̀ка, къ̀шта; дъш, бъ̀чва, сън), a в известни случаи и вместо стб. ь (тъ̀нък, тъ̀мен, мъ̀гла). Иначе вместо стб. ь се среща е: ден, лен, стàрец, орèл, овèс.
- Групи шт—жд на мястото на стари tj, dj (нош, лèшта, дыи, вèжди, междà) с изключение на частицата за бъдеще време че във Видинско и Ломско.
- Окончание е във формите за мн. ч. на миналото действително причастие на -л: билè, дошлè, видèле, давàле, садѝле, пèле.
- Членна форма за мъжки род -ъ под ударение и -ạ без ударение: дъждъ̀, снегъ̀, носъ̀, медъ̀, мèсецạ, грòздạ[1].

## Класификация
Северозападни говори
- Белослатинско-плевенски говор – в основната част от Белослатинско, Оряховско, Луковитско и западните части на Плевенско и Никополско
- Видинско-ломски говор – в по-голямата част от Северозападна България